# Ягелавичюс, Йозас Александрович
Йозас Александрович Ягелавичюс (12 января 1939 — 17 июня 2000, Вильнюс, Литва) — советский гребец, бронзовый призёр Олимпийских игр 1968 года в гонках восьмёрок, двукратный серебряный призёр чемпионатов мира, двукратный чемпион Европы (1965, 1967), трёхкратный серебряный призёр чемпионата Европы (1963, 1964, 1969). Заслуженный мастер спорта СССР (1965).

## Биография
В 1965 год окончил Вильнюсский педагогический институт. С 1965 по 1972 год — инструктор Комитета по физическому воспитанию и спорту, в 1972—1976 годах — работал в детско-юношеской спортивной школе Спортивной ассоциации Грюнвальд. С 1976 по 1990 год — старший тренер по физической культуре и спорту.

## Личная жизнь
Жена - Генуита Стригайте также занималась греблей